# 齐达内·伊克巴尔
齐达内·阿马尔·伊克巴尔（Zidane Aamar Iqbal，2003年4月27日—）是一名职业足球运动员，司职中场，目前效力于荷蘭甲組足球聯賽俱乐部烏德勒支和伊拉克国家队。
伊克巴尔出生于曼彻斯特，在他九岁时就加入了曼联青年队。他在2021年12月的欧冠比赛中首次在一线队亮相。伊克巴尔在2022年1月首次完成国家队首秀之前，曾代表伊拉克U23国家队球员出场。

## 早年生活
伊克巴尔在曼彻斯特出生，父亲是巴基斯坦人，母亲是伊拉克人，四岁就开始在当地的塞尔联队效力，在他九岁的时候他加入曼联的青训营。

## 职业生涯
伊克巴尔于2021年4月与曼联签订了他的第一份职业合同。2021年12月8日，他在对阵年轻人的欧冠比赛中第89分钟替补出场，首次代表曼联出场。因此，他成为曼联第一个为俱乐部效力的英国出生的南亚人，也是第一个在欧冠联赛中踢球的英国南亚人。

## 国家队生涯
伊克巴尔有资格代表英格兰、伊拉克和巴基斯坦参加国际比赛。 
2021年5月，他获得了伊拉克护照，并代表伊拉克参加了青年国际比赛。   2021年6月，他被征召到伊拉克U20国家队参加2021年U20阿拉伯杯的比赛。但是，由于COVID-19大流行，曼联拒绝放行。 
2021年9月，伊克巴尔第一次接到了伊拉克U23国家队的征召。他在9月4日伊拉克U23国家队对阵阿联酋U23国家队的比赛中首发登场。 2021年10月，伊克巴尔入选伊拉克U23国家队大名单，参加在沙特阿拉伯举行的2021年西亚U23锦标赛。  10月8日，伊克巴尔以队长身份为伊拉克U23打进了他的第一个进球。 
2022年1月，伊克巴尔入选伊拉克国家队，参加2022年世预赛亚洲区对阵伊朗和黎巴嫩的比赛。他在1月27日对阵伊朗的比赛中首次亮相。

## 比赛风格
伊克巴尔是一名很有天赋的中场球员，他可以担任全能中场或10号位的角色。

## 个人生活
作为足协中为数不多的英国亚洲人之一，伊克巴尔是英足总支持南亚传统月的内容系列的一部分。 
伊克巴尔是穆斯林，他引用足球运动员梅苏特·厄齐尔作为他的偶像。  

## 职业统计

### 俱乐部
最後更新：match played 8 December 2021
| 俱乐部       | 赛季         | 联赛         | 联赛 | 联赛 | 足总杯 | 足总杯 | 联赛杯 | 联赛杯 | 欧洲赛事 | 欧洲赛事 | 其他 | 其他 | 合计 | 合计 |
| 俱乐部       | 赛季         | 级别         | 出场 | 进球 | 出场   | 进球   | 出场   | 进球   | 出场     | 进球     | 出场 | 进球 | 出场 | 进球 |
| ------------ | ------------ | ------------ | ---- | ---- | ------ | ------ | ------ | ------ | -------- | -------- | ---- | ---- | ---- | ---- |
| 曼联U21      | 2021–22      | —            | —    | —    | —      | —      | —      | —      | —        | —        | 3    | 1    | 3    | 1    |
| 曼联         | 2021–22      | 英超         | 0    | 0    | 0      | 0      | 0      | 0      | 1        | 0        | 0    | 0    | 1    | 0    |
| 职业生涯总计 | 职业生涯总计 | 职业生涯总计 | 0    | 0    | 0      | 0      | 0      | 0      | 1        | 0        | 3    | 1    | 4    | 1    |

1. ↑  Appearances in the EFL Trophy
2. ↑  Appearance in the UEFA Champions League

### 国家队
最後更新：match played 1 February 2022
| 国家队 | 年     | 应用 | 目标 |
| ------ | ------ | ---- | ---- |
| 伊拉克 | 2022   | 2    | 0    |
| 全部的 | 全部的 | 2    | 0    |